# Biwong-Bane
Biwong-Bane ist eine Gemeinde im Département Mvila in der Region Sud in Kamerun.

## Geografie
Biwong-Bane liegt im Süden Kameruns, etwa 30 Kilometer nördlich der Provinzhauptstadt Ebolowa.

## Verkehr
Biwong-Bane liegt an einer Waldpiste, die bei Ngomedzap beginnt.